# Lodowy sfinks
Lodowy sfinks (fr. Le Sphinx des glaces) – jednotomowa powieść Juliusza Verne’a z cyklu Niezwykłe podróże złożona z 26 rozdziałów. Została wydana w 1897 r.
Pierwszy polski przekład w odcinkach, autorstwa Michaliny Daniszewskiej, pojawił się w 1897, a w postaci książkowej w 1898. Brak informacji o wydaniach w języku polskim w dwudziestym wieku.
W 2015 roku wydane zostało nowe tłumaczenie, autorstwa Andrzeja Zydorczaka, pt. Sfinks lodowy. Książkę opublikowało wydawnictwo Jamakasz, jako dwudziesty szósty tom serii Juliusz Verne Niezwykłe Podróże.
Powieść jest kontynuacją powieści Przygody Artura Gordona Pyma, którą napisał Edgar Allan Poe.

## Fabula
Jest 1839 r., jedenaście lat po przygodach Arthura Pyma. Zamożny Amerykanin Jeorlin bada dziką przyrodę na Wyspach Kerguelena. Gdy chce wrócić do Stanów Zjednoczonych korzysta ze statku Halbrane. Jego kapitan Len Guy zgadza się zabrać Jeorlinga jako pasażera. Po drodze spotykają górę lodową, a na niej zwłoki marynarza ze statku Jane Guy, którym płynął Artur Pym. Z notatki wynika, że on i kilka innych osób nadal żyje. Kapitan Guy postanawia ich uratować.